# Lungotevere Gianicolense
Il lungotevere Gianicolense è il tratto di lungotevere che collega piazza della Rovere a ponte Mazzini, a Roma, nel rione Trastevere.
Il lungotevere prende nome dal colle Gianicolo, sito nel rione; è stato istituito il 20 luglio 1887.
Nella zona dove è attualmente posto il lungotevere, all'altezza di palazzo Salviati, si trovava il porto Leonino: fatto erigere da papa Leone XII nel 1827, serviva per l'approdo delle barche e lo scarico delle merci; fu distrutto nel 1863.
Insieme al porto fu costruita una fontana, spostata in piazza Pietro d'Illiria in occasione dei lavori per la costruzione dei muraglioni del lungotevere. Al suo posto furono realizzate due fontanelle, poste circa a metà delle rampe di scale che scendono verso il fiume, inattive dal 1950.
Tra la salita del Buon Pastore e piazza della Rovere, questo è uno dei tratti di lungotevere dove appare più evidente la misura della sopraelevazione rispetto alle strade storiche lungo il fiume (qui, via della Lungara); una situazione analoga si riscontra al Lungotevere Tor di Nona.

## Trasporti
|  | È raggiungibile dalla stazione di Roma San Pietro. |

|  | È raggiungibile dalla stazione di Roma San Pietro. |